# Columbiamammut
Columbiamammut (Mammuthus columbi) är en utdöd art av elefantdjur som levde i Nordamerika, från USA ner till Nicaragua och Honduras, under Pleistocen. Arten var en av de sista i en rad Mammutarter och utvecklades ur stäppmammuten, vilken kom till Nordamerika från Asien omkring 1,5 miljoner år sedan, och gav sedan upphov till dvärgmammutarna på den kaliforniska ögruppen Channel Islands. Den närmast levande släktingen till columbiamammuten är den Asiatiska elefanten.
En fullvuxen columbiamammut nådde en mankhöjd på 4 meter och en vikt på 10 ton, vilket gjorde arten till en av de största mammutarterna. Arten hade långa, svängda betar och fyra molarer, vilka byttes ut sex gånger under en individs livstid. Ben, hår, spillning och maginnehåll från arten har upptäckts, men inga bevarade kadaver har påträffats.